# Гест, Айвор, 4-й виконт Уимборн
Айвор Мервин Вигорс Гест, 4-й виконт Уимборн (англ. Ivor Mervyn Vigors Guest, 4th Viscount Wimborne; род. 19 сентября 1968) — британский дворянин, музыкальный продюсер и композитор, номинированный на премию «Эмми».

## Биография и карьера
Родился 19 сентября 1968 года. Единственный сын Айвора Фокса-Странгуэйса Геста, 3-го виконта Уимборна (1939—1993), и его первой жены, Виктории Энн Вигорс, дочери полковника Мервина Дойна Вигорса. Он учился в Итонском колледже.
17 декабря 1993 года после смерти своего отца Айвор Гест унаследовал титулы 4-го виконта Уимборна, 4-го барона Эшби Сент-Леджерса, 5-го барона Уимборна и 6-го баронета Геста из Доулейса.
Он наиболее известен своей работой с Грейс Джонс (Ураган / «Hurricane Dub», 2011) и Брижит Фонтейн (Сухойзакон, 2009 / «L’un n’empêche pas l’autre», 2011).
За свою карьеру он работал со Слаем и Робби, Тони Алленом, Брижитт Фонтейн, Арески Белкасем, Брайаном Ино, Грейс Джонс, Барри Рейнольдсом, Аттикусом Россом, Тимом Сименоном, Робертом Логаном, Дейвом Окуму, Уолли Бадару, Джесси Уэром, Скай Эдвардс и Ланой Дель Рей. Он также работал над треками с французскими артистами, такими как Жак Ижлен, Кристоф, Бертран Канта, Арно, Ален Сушон, Филипп Катрин и Эмманюэль Сенье с Брижитт Фонтейн.
В качестве композитора он снял оскароносный документальный фильм «Такси на темную сторону» (Реж. Алекс Гибни), Mea Maxima Culpa: Silence in the House of God (реж. Alex Gibney), за которую он был номинирован на премию «Эмми», Citizen K (Реж. Алекс Гибни), оскаровский шорт-лист Semper Fi — Always Faithful, фильм Ника Лав «Прощай, Чарли Брайт» и британский культовый фильм The Football Factory, также фильм Ника Лав. Обычно он работает с Робертом Логаном над партитурами.
В ноябре 2014 года он выступил продюсером и соавтором трека Grace Jones «Original Beast», вошедшего в альбом Lorde curated soundtrack для фильма «Голодные игры: Сойка — пересмешница-часть 1».
Он является музыкальным руководителем живой группы и шоу Грейс Джонс, а также живых выступлений в Sophie Fiennes, направленных Bloodlight и Bami.
В немузыкальной сфере он интересуется экологией и восстановлением среды обитания, а также отвечает за посадку более 4 миллионов деревьев в Великобритании, а также поощряет практику ответственного управления в экологически чувствительных районах. Он был одним из первых последователей социально ответственных инвестиционных практик. Он имеет давнюю связь с американским художником Джеймсом Таррелломи построил Skyspace художником, а также назвал одну из частей Space Division Туррелла в его честь — «Ivor Blue».
В настоящее время живет и работает в Великобритании.
Виконт Уимборн женат на Иеве Имсе. У них есть дочь и сын.